# Référendum de 1959 au Cameroun septentrional
Un référendum sur l'appartenance au Nigeria a été organisé au Cameroun septentrional en novembre 1959. Les électeurs avaient le choix entre une union avec le Nigeria et le report de la décision. Les électeurs ont favorisé cette dernière option, 62,25 % d'entre eux votant pour le report de la décision. Un second référendum a été organisé en 1961, 60 % des électeurs votant pour l'adhésion au Nigeria et 40 % pour l'adhésion au Cameroun.

## Résultats
| Choix                  | Votes   | %     |
| ---------------------- | ------- | ----- |
| Report de la décision  | 70,546  | 62,25 |
| Intégration au Nigeria | 42,788  | 27,75 |
| Votes blancs/invalides | 525     | –     |
| Total                  | 113 859 | 100   |
| Inscrits               | 129 549 | 87,89 |